# Meenakshi Govindarajan
Meenakshi Govindarajan (Tamil மீனாட்சி கோவிந்தராஜன்; * 12. April 2000 in Tamil Nadu) ist eine indische Schauspielerin.

## Leben und Karriere
Govindarajan besuchte die Women's Christian College in Chennai. Ihr Debüt gab sie 2017 in der Serie Saravanan Meenatchi. Anschließend nahm sie 2018 an der Reality-Show Villa to Village teil. 2019 bekam sie in dem Film Kennedy Club eine Hauptrolle. Außerdem wurde Govindarajan 2019 für den Film Velan gecastet. Unter anderem trat sie 2022 in Veerapandiyapuram auf.

## Filmografie
Filme
- 2019: Kennedy Club
- 2021: Velan
- 2022: Veerapandiyapuram
- 2022: Cobra
- 2024: Demonte Colony 2

Serien
- 2017: Saravanan Meenatchi

Serien
- 2018: Villa to Village